# Montpelier (Indiana)
Montpelier è una città degli Stati Uniti d'America, situata nello Stato dell'Indiana e in particolare nella Contea di Blackford.